# Tarnów (Basse-Silésie)
Pour les articles homonymes, voir Tarnow.
Tarnów est une localité polonaise de la gmina et du powiat de Ząbkowice Śląskie en voïvodie de Basse-Silésie.